# Agdistis espunae
Agdistis espunae là một loài bướm đêm thuộc họ Pterophoridae. Nó được tìm thấy ở Tây Ban Nha.
Sải cánh dài 22–25 mm. Cánh trước và cánh sau màu xám.